# USS Coghlan (DD-606)
USS Coghlan (DD-606) – niszczyciel typu Benson. Został odznaczony ośmioma battle star za służbę w czasie II wojny światowej.